# ديلان بوش
ديلان بوش (بالإنجليزية: Dylan Bosch) (مواليد 17 يوليو 1993) هو سبّاح جنوب أفريقي، مثّل بلاده في الألعاب الأولمبية الصيفية 2016.

## روابط خارجية
ديلان بوش على موقع الاتحاد الدولي للسباحة (الإنجليزية)
- ديلان بوش على موقع SwimRankings.net (الإنجليزية)
- ديلان بوش على موقع اللجنة الأولمبية الدولية (الإنجليزية)
- ديلان بوش على موقع أوليمبيديا (الإنجليزية)
- ديلان بوش على موقع اتحاد ألعاب الكومنولث (مؤرشف) (الإنجليزية)
- ديلان بوش على موقع دورة ألعاب الكومنولث 2014 (مؤرشف) (الإنجليزية)